# Marcel Jol
Pour les articles homonymes, voir Jol.
Pas d'image ? Cliquez ici

a Compétitions nationales et continentales officielles uniquement.

b Matchs officiels uniquement.
Dernière mise à jour le 1 octobre 2020.
Marcel Jol est un joueur français de rugby à XV, né le 16 mars 1923 à Biarritz et décédé le 22 juin 1981 dans la même ville à 58 ans, de 1,78 m pour 83 kg, ayant joué au poste de talonneur en sélection nationale et au Biarritz olympique (jusqu'en 1949) ainsi qu'au FC Grenoble (1950-53).

## Biographie
Marcel Jol commence le rugby dans sa ville natale de Biarritz.
Il joue pour le Biarritz olympique, club avec lequel il atteint les huitièmes de finale du Championnat en 1945, 1947, 1948 et 1949.
D’une nature insouciante et bohème, cet athlète au gabarit de troisième ligne connaît toutefois sa première sélection contre l’Écosse pour le compte du Tournoi des Cinq Nations 1947. La France l’emporte 8-3.
Il connaîtra au total 10 sélections avec l’équipe de France.
Alors qu’il avait mis un terme à sa carrière de joueur après sa dernière sélection en équipe de France en Argentine, il se laisse convaincre par les dirigeants grenoblois de venir aider leur équipe descendu pour la première fois de leur histoire en deuxième division.
Il devient champion de France de deuxième division pour sa première saison avec le club alpin puis joue encore deux saisons dans l’élite avant de raccrocher définitivement les crampons en 1953.

## Palmarès

### En équipe nationale
- 10 sélections en équipe de France, de 1947 à 1949
- Second de l'édition 1949 du Tournoi des Cinq Nations  (il a également participé à la 1re édition d'après-guerre en 1947)
- Participation à la 1re tournée de l'équipe de France, en Argentine en 1949

### En club

#### Avec le FC Grenoble
- Championnat de France de deuxième division :
  - Champion (1) : 1951